# 1905 en Ontario
Chronologie de l'Ontario
- 1901
- 1902
- 1903
- 1904
- 1905
- 1906
- 1907
- 1908
- 1909

Cette page concerne des événements d'actualité qui se sont produits durant l'année 1905 dans la province canadienne de l'Ontario.

## Politique

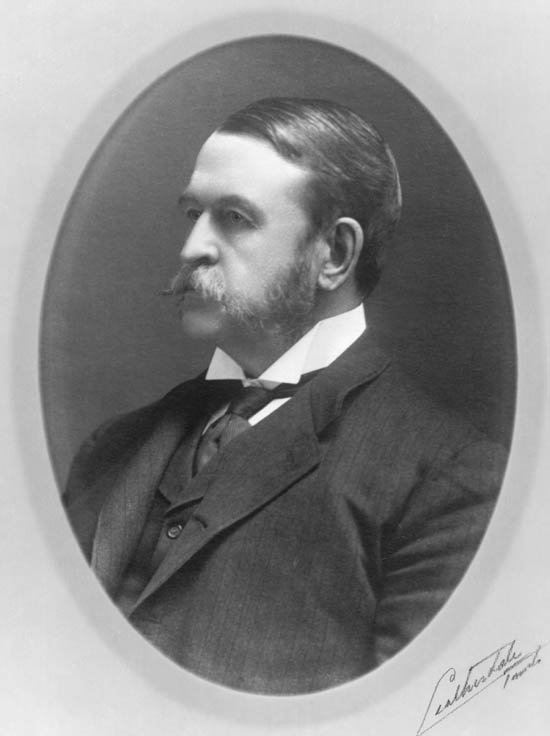
James Whitney, 6e Premier ministre de l'Ontario

- Premier ministre : James Whitney (Parti conservateur) (face au sortant George William Ross (Parti libéral) le 25 janvier)
- Chef de l'Opposition: James Whitney (Parti conservateur) puis George William Ross (Parti libéral)
- Lieutenant-gouverneur: William Mortimer Clark (en)
- Législature: 10e (en) puis 11e (en)

## Événements

### Janvier
- 25 janvier : Le Parti conservateur de James Whitney remporte l'élection générale avec 69 députés élus contre 28 pour le Parti libéral qui était au pouvoir depuis 1871. Le libéral indépendant Edward Walter Rathbun obtient son siège de Hastings-Est dans la ville de Belleville.

### Février
- 8 février : le cabinet Whitney est assermenté qu'il succède au gouvernement de George William Ross.

### Juillet
- Juillet : Signature du Traité 9 entre le roi et les premières nations du nord de l'Ontario et du nord ouest du Québec.

## Naissances
- 28 janvier : Ellen Fairclough, députée fédérale de Hamilton-Ouest (1950-1963) et première femme à être première ministre du Canada par intérim du 19 et 20 février 1958 († 13 novembre 2004).
- 23 mai : Donald Fleming, député fédéral d'Eglinton (1945-1963), 20e Ministre des Finances du Canada (1957-1962) et Ministre de la Justice du Canada (1962-1963) († 31 décembre 1986).
- 23 juin : Jack Pickersgill, député fédéral de Bonavista—Twillingate en Terre-Neuve-et-Labrador (1953-1967) († 14 novembre 1997).
- 15 août : E. K. Brown (en), critique littéraire († 24 février 1953).
- 31 août : William Anderson (en), député fédéral de Waterloo-Sud (1957-1961) († 6 juin 1961).
- 24 décembre : Milt Dunnell (en), journaliste sportif († 3 janvier 2008).

## Décès
- 29 mai : William McDougall, député fédéral de Lanark-Nord (1867-1872, 1878-1882) et député provincial de Simcoe-Sud (1875-1882) (° 25 janvier 1822).
- 1er août : John Brown (en), député fédéral de Monck (1891-1892) (° 23 décembre 1841).
- 8 septembre : David Howard Harrison, premier ministre du Manitoba (° 1er juin 1843).